# Сульфид иттербия
Сульфид иттербия — бинарное неорганическое соединение
иттербия и серы с формулой YbS,
чёрные кристаллы.

## Получение
- Реакция чистых веществ в инертной атмосфере::

{\displaystyle {\mathsf {Yb+S\ {\xrightarrow {450-800^{o}C}}\ YbS}}}
- Сопропорционирование сульфида иттербия(III) и металлического иттербия в вакууме:

{\displaystyle {\mathsf {Yb_{2}S_{3}+Yb\ {\xrightarrow {1000-1100^{o}C}}\ 3YbS}}}

## Физические свойства
Сульфид иттербия образует чёрные кристаллы
кубической сингонии,
пространственная группа F m3m,
параметры ячейки a = 0,5658 нм, Z = 4.